# Dualstar
O Dualstar Entertainment Group, LLC foi uma empresa privada norte-americana das irmãs Mary-Kate e Ashley Olsen. Foi fundada em 1993 e produziu programas de TV, filmes, brinquedos, CDs, roupas, revistas, videogames e outros produtos relacionados as gêmeas Olsen. 
A "Dualstar" tinha sua sede localizada em Los Angeles, Califórnia, depois de um tempo mudou-se para a cidade de Nova York, e também teve escritórios em outras localidades, como Londres, na Inglaterra. Os produtos audiovisuais da empresa foram distribuídos Warner Bros. Chegou ao seu fim e 2005, quando as gêmeas decidiram seguir carreira na moda.

## Filmes Produzidos
| Ano  | Título Original                               | Título em Português                     | Lançamento      |
| ---- | --------------------------------------------- | --------------------------------------- | --------------- |
| 1993 | Double, Double, Toil and Trouble              | Feitiço das Gêmeas                      | Direto em Vídeo |
| 1994 | How the West Was Fun                          | Confusão no Velho Oeste                 | Direto em Vídeo |
| 1995 | It Takes Two                                  | As Namoradas do Papai                   | Cinema          |
| 1998 | Billboard Dad                                 | Como Arranjar uma Namorada Para o Papai | Direto em Vídeo |
| 1999 | Switching Goals                               | Ataque ou Defesa                        | Direto em Vídeo |
| 1999 | Passport to Paris                             | Passaporte para Paris                   | Direto em Vídeo |
| 2000 | Our Lips Are Sealed                           | Confusão na Austrália                   | Direto em Vídeo |
| 2001 | Winning London                                | Conquistando Londres                    | Direto em Vídeo |
| 2001 | Holiday in the Sun                            | Férias ao Sol / Férias no Paraíso       | Direto em Vídeo |
| 2002 | Getting There: Sweet 16 and Licensed to Drive | Sweet 16: Motorizadas e Habilitadas     | Direto em Vídeo |
| 2002 | When in Rome                                  | Férias em Roma                          | Direto em Vídeo |
| 2003 | The Challenge                                 | O Desafio                               | Direto em Vídeo |
| 2004 | New York Minute                               | No Pique de Nova York                   | Cinema          |

## Séries & Desenho Animado
| Ano       | Título Original                 | Título em Português | Produzido para: |
| --------- | ------------------------------- | ------------------- | --------------- |
| 1993      | Two of a Kind                   | Dose Dupla          | Televisão       |
| 2001-2002 | So Little Time                  | Gêmeas em Apuros    | Televisão       |
| 2001-2002 | Mary-Kate and Ashley in Action! |                     | Televisão       |

## Vídeos Musicais
| Ano       | Título Original                        | Produzido para: |
| --------- | -------------------------------------- | --------------- |
| 1994-1997 | The Adventures of Mary-Kate & Ashley   | VHS & DVD       |
| 1995-2000 | You're Invited to Mary-Kate & Ashley's | VHS & DVD       |

## Videogames
| Ano  | Título                                             | Videogame                                          |
| ---- | -------------------------------------------------- | -------------------------------------------------- |
| 1999 | The New Adventures of Mary-Kate & Ashley           | Game Boy Color                                     |
| 1999 | Dance Party of the Century                         | PC                                                 |
| 2000 | Get a Clue                                         | Game Boy Color                                     |
| 2000 | Magical Mystery Mall                               | PlayStation                                        |
| 2000 | Pocket Planner                                     | Game Boy Color                                     |
| 2001 | Winner Circle                                      | PlayStation                                        |
| 2001 | Crush Course                                       | PlayStation, PC                                    |
| 2002 | Mary-Kate and Ashley: Sweet 16 - Licensed to Drive | Game Boy Advance, Nintendo GameCube, PlayStation 2 |